# EPHX3
EPHX3 (англ. Epoxide hydrolase 3) – білок, який кодується однойменним геном, розташованим у людей на короткому плечі 19-ї хромосоми. Довжина поліпептидного ланцюга білка становить 360 амінокислот, а молекулярна маса — 40 909.
| 10         |  | 20         |  | 30         |  | 40         |  | 50         |
| ---------- |  | ---------- |  | ---------- |  | ---------- |  | ---------- |
| MPELVVTALL |  | APSRLSLKLL |  | RAFMWSLVFS |  | VALVAAAVYG |  | CIALTHVLCR |
| PRRGCCGRRR |  | SASPACLSDP |  | SLGEHGFLNL |  | KSSGLRLHYV |  | SAGRGNGPLM |
| LFLHGFPENW |  | FSWRYQLREF |  | QSRFHVVAVD |  | LRGYGPSDAP |  | RDVDCYTIDL |
| LLVDIKDVIL |  | GLGYSKCILV |  | AHDWGALLAW |  | HFSIYYPSLV |  | ERMVVVSGAP |
| MSVYQDYSLH |  | HISQFFRSHY |  | MFLFQLPWLP |  | EKLLSMSDFQ |  | ILKTTLTHRK |
| TGIPCLTPSE |  | LEAFLYNFSQ |  | PGGLTGPLNY |  | YRNLFRNFPL |  | EPQELTTPTL |
| LLWGEKDTYL |  | ELGLVEAIGS |  | RFVPGRLEAH |  | ILPGIGHWIP |  | QSNPQEMHQY |
| MWAFLQDLLD |  |            |  |            |  |            |  |            |

A: Аланін

C: Цистеїн

D: Аспарагінова кислота

E: Глутамінова кислота

F: Фенілаланін

G: Гліцин

H: Гістидин

I: Ізолейцин

K: Лізин

L: Лейцин

M: Метіонін

N: Аспарагін

P: Пролін

Q: Глутамін

R: Аргінін

S: Серин

T: Треонін

V: Валін

W: Триптофан

Кодований геном білок за функцією належить до гідролаз. 
Секретований назовні.